# Tad Williams
Robert Paul "Tad" Williams (n. 14 martie 1957, San Jose, California) este un scriitor american și povestitor. Este renumit la nivel mondial ca autor al trilogiei fantastice Memory, Sorrow, and Thorn sau al seriilor Otherland sau Shadowmarch, toate bestsellere internaționale. A mai scris și romane de sine stătătoare ca Tailchaser's Song, The War of the Flowers, Caliban's Hour sau Child of an Ancient City. În prezent lucrează la The Bobby Dollar Books. Primele două cărți din această serie sunt The Dirty Streets of Heaven și Happy Hour In Hell; a treia carte, Sleeping Late on Judgement Day, fiind programată pentru a fi lansată în 2014. Povestirile și eseurile sale sunt publicate în antologii ca Rite: Short Work sau A Stark and Wormy Knight. În total, Williams are peste 17 milioane de copii vândute ale cărților sale.

## Lucrări

### SeriaOtherland
Povestea din Otherland are loc pe Pământ aproape de sfârșitul secolului XXI, probabil între 2082 și 2089, într-o lume în care tehnologia a avansat dincolo de prezent. Progresul cel mai notabil este disponibilitatea pe scară largă a instalațiilor de imersiune în realitate virtuală, care permit oamenilor din toate domeniile să acceseze o lume online numită pur și simplu Net. Tad Williams țese un complot complicat care cuprinde patru volume groase și creează o imagine a unei societăți viitoare în care lumile virtuale sunt pe deplin integrate în viața de zi cu zi.